# Nikónov
Nikónov (en rus: Никонов) és un poble (un khútor) de l'óblast d'Astracan, a Rússia, segons el cens del 2010 tenia 3 habitants.